# Bangko Sempurna
Bangko Sempurna is een bestuurslaag in het regentschap Rokan Hilir van de provincie Riau, Indonesië. Bangko Sempurna telt 13.325 inwoners (volkstelling 2010).